# Neil Winstanley
Neil James Winstanley (ur. 25 sierpnia 1976 w Johannesburgu) – południowoafrykański piłkarz grający na pozycji środkowego obrońcy. Jest bratem Ivan Winstanleya, także piłkarza, grającego w Thanda Royal Zulu.

## Kariera klubowa
Karierę piłkarską Winstanley rozpoczął w klubach Florida Albion, a następnie Balfour Park. W 1995 roku przeszedł do Wits University i zadebiutował w jego barwach w pierwszej lidze Republiki Południowej Afryki, a od 1997 roku występował w nim w rozgrywkach nowo powstałej ligi Premier Soccer League. W 2000 roku odszedł do Kaizer Chiefs z Johannesburga, z którym wywalczył wicemistrzostwo kraju. W połowie tamtego roku wrócił do Wits University, w którym grał do końca sezonu 2003/2004.
Latem 2004 roku Winstanley przeszedł do zespołu Mamelodi Sundowns. Z klubem tym dwa razy z rzędu został mistrzem RPA w latach 2006 i 2007. Po tych sukcesach zmienił klub i wrócił do Wits University, noszącym już nazwę Bidvest Wits.
| Sezon   | Klub              | Kraj              | Rozgrywki      | Mecze | Bramki |
| ------- | ----------------- | ----------------- | -------------- | ----- | ------ |
| 1995    | Wits University   | Południowa Afryka | I. liga        | ?     | ?      |
| 1996    | Wits University   | Południowa Afryka | I. liga        | ?     | ?      |
| 1997/98 | Wits University   | Południowa Afryka | Premier League | ?     | ?      |
| 1998/99 | Wits University   | Południowa Afryka | Premier League | 20    | 0      |
| 1999/00 | Wits University   | Południowa Afryka | Premier League | 23    | 1      |
| 1999/00 | Kaizer Chiefs     | Południowa Afryka | Premier League | 10    | 1      |
| 2000/01 | Wits University   | Południowa Afryka | Premier League | 23    | 0      |
| 2001/02 | Wits University   | Południowa Afryka | Premier League | 21    | 0      |
| 2002/03 | Wits University   | Południowa Afryka | Premier League | 27    | 0      |
| 2003/04 | Wits University   | Południowa Afryka | Premier League | 26    | 1      |
| 2004/05 | Mamelodi Sundowns | Południowa Afryka | Premier League | 19    | 2      |
| 2005/06 | Mamelodi Sundowns | Południowa Afryka | Premier League | 9     | 0      |
| 2006/07 | Mamelodi Sundowns | Południowa Afryka | Premier League | 5     | 0      |
| 2007/08 | Bidvest Wits      | Południowa Afryka | Premier League | 19    | 0      |
| 2008/09 | Bidvest Wits      | Południowa Afryka | Premier League | 22    | 0      |
| 2009/10 | Bidvest Wits      | Południowa Afryka | Premier League | 13    | 0      |

## Kariera reprezentacyjna
W reprezentacji Republiki Południowej Afryki Winstanley zadebiutował 10 stycznia 2004 roku w przegranym 0:2 meczu COSAFA Cup 2004 z Mauritiusem. W 2004 roku był w kadrze RPA na Puchar Narodów Afryki 2004. Na tym turnieju rozegrał 2 spotkania: z Beninem (2:0) i z Marokiem (1:1). W kadrze narodowej wystąpił łącznie 5 razy.